# Il diario del vampiro - Destino
Il diario del vampiro - Destino è il 14° libro della saga di Il diario del vampiro di Lisa J. Smith, pubblicato il 23 ottobre 2012 negli Stati Uniti e il 20 giugno 2013 in italiano. È scritto da una ghostwriter.

## Trama
Elena e i suoi amici scoprono che non tutti i vampiri della Vitale Society sono stati distrutti, che Ethan stesso è ancora vivo, e che durante l'equinozio d'autunno resusciterà Klaus. Decidono pertanto di tendergli una trappola e chiedono a Damon di unirsi a loro, ma il vampiro si rifiuta di aiutarli perché ferito dal fatto che Elena abbia scelto Stefan e non lui. La sera dell'equinozio, quando il gruppo attacca la sede della Vitale Society, scopre che i vampiri sono già nei boschi e, arrivati troppo tardi, assistono alla rinascita di Klaus e alla decapitazione di Ethan da parte di quest'ultimo. Prima di andarsene, Klaus promette a Elena che la ucciderà per vendicarsi di quanto accaduto l'anno prima. Mentre Matt aiuta Chloe, una giovane vampira, a cambiare vita e se ne innamora, Elena rivela a Stefan, Bonnie e Meredith che ha deciso di abbracciare il suo destino di Guardiana perché i poteri da esso derivanti li potranno aiutare contro Klaus. Pertanto, con l'aiuto del professor James Campbell, contatta un altro Guardiano Terrestre, Andrés Montez, che la aiuta a risvegliare il suo potere di vedere le aure altrui. Nel frattempo, Bonnie ha una visione di Klaus che richiama un esercito, e Alaric trova un frassino bianco sacro che potrebbero usare per uccidere Klaus, ma l'albero viene bruciato da Caroline e Tyler, ipnotizzati dall'Antico. Damon, sempre più frustrato, riprende a uccidere gli umani mentre si nutre e Meredith, fedele al suo compito di cacciatrice, decide di ucciderlo, ma Elena e Stefan le promettono che lo terranno a bada. Ad aiutare il gruppo arriva anche la licantropa Shay, amica di Zander, e Bonnie, gelosa di lei, decide di lasciare il ragazzo perché si sente inadatta a restare al suo fianco. Con il potere di vedere le aure, Elena conduce il gruppo da Klaus e dal suo esercito, del quale fanno parte anche Cristian, fratello di Meredith, e Katherine, tornata alla vita. Durante la lotta, Elena viene ferita mortalmente da un coltello magico, ma la sua ferita guarisce subito, pertanto Klaus decide di scoprire cosa le abbia impedito di morire. Si insinua a tal fine nei sogni di Bonnie, senza però ottenere risultati. Nel mentre, Elena riceve la visita della Guardiana Primaria Mylea, che le chiede di giurare fedeltà alla Corte Celeste: compiuto l'atto, Elena diventa a tutti gli effetti una Guardiana Terrestre e riceve il suo primo compito, quello di uccidere Damon, diventato troppo pericoloso per gli umani. La giovane Gilbert non vuole farlo e va a parlare con lui per chiedergli di cambiare atteggiamento, ricevendo risposta negativa. Meredith incontra Cristian, che cerca di instaurare un rapporto con lei, ma poi tenta di ucciderla: si tratta, infatti, di una trappola e, resasi conto che il fratello è completamente succube di Klaus, sceglie di ucciderlo. Stefan, intanto, si offre a Klaus al posto di Elena, ma l'Antico rifiuta e tortura il professor Campbell fino alla morte pur di farsi dire perché Elena è sopravvissuta. Scoperto che la ragazza è una Guardiana e non può essere uccisa da oggetti soprannaturali, attacca lei e Andrés: Elena viene salvata da Damon, avvisato da Katherine, ma Andrés viene rapito. Il gruppo corre a salvarlo e, durante la lotta, Meredith elimina Cristian, mentre Klaus riesce a catturare la giovane Gilbert. Prima di ucciderla con metodi tradizionali, ne beve il sangue e inaspettatamente muore. È Andrés a comprenderne il motivo: Elena è la Guardiana Terrestre della leggenda, l'Uno, il cui sangue è velenoso per gli Antichi. La madre della ragazza, Elizabeth, era una Guardiana Primaria e, inoltre, è anche la madre di Katherine: Elena e la vampira sono quindi sorellastre. Mentre Bonnie torna con Zander, Chloe decide di bruciare alla luce del Sole, non riuscendo a sopportare la sua nuova esistenza. Elena, invece, contatta Mylea e le comunica che, se non le toglierà l'incarico di uccidere Damon, non aiuterà la Corte contro gli Antichi: Mylea, dunque, la solleva dal compito, ma la collega a Damon con un filo dorato, di modo che, se lui dovesse uccidere di nuovo, anche Elena morirà. Damon decide di andarsene e viaggiare per il mondo, mentre Elena, rendendosi conto di voler trascorrere l'eternità con Stefan, beve l'acqua dell'Eterna Giovinezza, diventando immortale.

## Edizioni
- Lisa Jane Smith, Il diario del vampiro. Destino, Nuova Narrativa Newton, 2013,  pp. 328 pagine, ISBN 978-88-541-5178-9.
- Lisa Jane Smith, Il diario del vampiro. Destino, Newton Compton collana King, 26 luglio 2018, p. 316, ISBN 978-8822717863